# Гориця (Нова Гориця)
«Гориця» (словен. Gorica) — словенський футбольний клуб із Нової Гориці, заснований 1947 року. Виступає у словенській Першій лізі.

## Досягнення
Перша ліга Словенії:
- Чемпіон (4): 1995/96, 2003/04, 2004/05, 2005/06
- Срібний призер (4): 1998/99, 1999/00, 2006/07, 2008/09

Кубок Словенії:
- Володар кубка (3): 2000/01, 2001/02, 2013/14
- Фіналіст (1): 2004/05

Суперкубок Словенії:
- Володар кубка (1): 1996

## Виступи в єврокубках
В результатах всіх матчів (вдома та на виїзді) голи Гориці показані першими.
| Сезон   | Змагання        | Раунд | Суперник           | Вдома | На виїзді | В сукупності |
| ------- | --------------- | ----- | ------------------ | ----- | --------- | ------------ |
| 1996–97 | Кубок УЄФА      | ПР    | Вардар             | 0–1   | 1–2       | 1–3          |
| 1997–98 | Кубок УЄФА      | 1К    | Оцелул             | 2–0   | 2–4       | 4–4 (г)      |
| 1997–98 | Кубок УЄФА      | 2К    | Брюгге             | 3–5   | 0–3       | 3–8          |
| 1999–00 | Кубок УЄФА      | К     | Інтер Кардіфф      | 2–0   | 0–1       | 2–1          |
| 1999–00 | Кубок УЄФА      | 1Р    | Панатінаїкос       | 0–1   | 0–2       | 0–3          |
| 2000–01 | Кубок УЄФА      | К     | Нефтчі             | 3–1   | 0–1       | 3–2          |
| 2000–01 | Кубок УЄФА      | 1Р    | Рома               | 1–4   | 0–7       | 1–11         |
| 2001–02 | Кубок УЄФА      | К     | Нефтчі             | 1–0   | 0–0       | 1–0          |
| 2001–02 | Кубок УЄФА      | 1Р    | Осієк              | 1–2   | 0–1       | 1–3          |
| 2002–03 | Кубок УЄФА      | К     | Рапід Бухарест     | 1–3   | 0–2       | 1–5          |
| 2004–05 | Ліга чемпіонів  | 1К    | Флора              | 3–1   | 4–2       | 7–3          |
| 2004–05 | Ліга чемпіонів  | 2К    | Копенгаген         | 1–2   | 5–0       | 6–2          |
| 2004–05 | Ліга чемпіонів  | 3К    | Монако             | 0–3   | 0–6       | 0–9          |
| 2004–05 | Кубок УЄФА      | 1Р    | АЕК                | 1–1   | 0–1       | 1–2          |
| 2005–06 | Ліга чемпіонів  | 1К    | Тирана             | 2–0   | 0–3       | 2–3          |
| 2006–07 | Ліга чемпіонів  | 1К    | Лінфілд            | 2–2   | 3–1       | 5–3          |
| 2006–07 | Ліга чемпіонів  | 2К    | Стяуа              | 0–2   | 0–3       | 0–5          |
| 2007–08 | Кубок УЄФА      | 1К    | Работнічкі         | 1–2   | 1–2       | 2–4          |
| 2008    | Кубок Інтертото | 1Р    | Гіберніанс         | 0–0   | 3–0       | 3–0          |
| 2008    | Кубок Інтертото | 2Р    | Чорноморець Бургас | 0–2   | 1–1       | 1–3          |
| 2009–10 | Ліга Європи     | 2К    | Лахті              | 1–0   | 0–2       | 1–2          |
| 2010–11 | Ліга Європи     | 2К    | Раннерс            | 0–3   | 1–1       | 1–4          |
| 2014–15 | Ліга Європи     | 2К    | Молде              | 1–1   | 1–4       | 2–5          |
| 2016–17 | Ліга Європи     | 1К    | Маккабі Тель-Авів  | 0–1   | 0–3       | 0–4          |
| 2017–18 | Ліга Європи     | 1К    | Ширак              | 2–2   | 2–0       | 4–2          |
| 2017–18 | Ліга Європи     | 2К    | Паніоніос          | 2–3   | 0–2       | 2–5          |

Notes
- ПР: Попередній раунд
- К: Кваліфікаційний раунд
- 1К: Перший кваліфікаційний раунд
- 2К: Другий кваліфікаційний раунд
- 3К: Третій кваліфікаційний раунд
- 1Р: Перший раунд
- 2Р: Другий раунд